# Organización administrativa indiana

Estandarte de la Corona de Castilla.

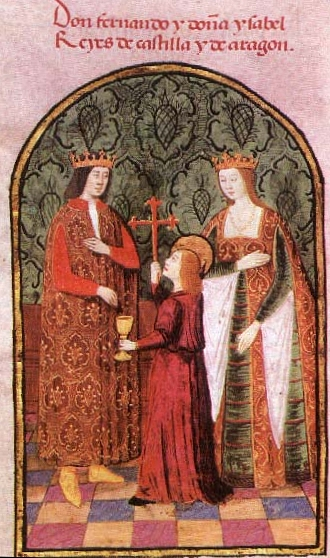
Los Reyes Católicos que disfrutaban de los bienes de Indias, pero el territorio formaba parte integrante de la corona de Castilla.

La organización administrativa indiana parte con la incorporación de las Indias a la Corona castellana, que se realiza a título de "descubrimiento" (terra nullius). Hay un título de donación pontificia del que el papa Alejandro VI, mediante las Bulas Alejandrinas, da a favor de los reyes de Castilla y León.
El problema que surge es si esta donación fue hecha a Fernando V de Castilla y II de Aragón como rey consorte de Castilla o si fue hecha a Fernando e Isabel en su calidad de Reyes de Castilla y Aragón. Es decir a qué Reino se incorporan las Indias, en caso de una separación o disolución, si a la Corona de Aragón o a la Corona de Castilla.
Isabel entendía que era una donación que debía perpetuarse en la Corona de Castilla, mas Fernando lo entendió como una donación del Papa a una pareja casada en régimen de sociedad conyugal (un señorío a ambos cónyuges) y que en consecuencia, disuelto el matrimonio (lo que ocurrió con la muerte de Isabel en 1504) correspondía a él una mitad de la parte de dichos bienes.

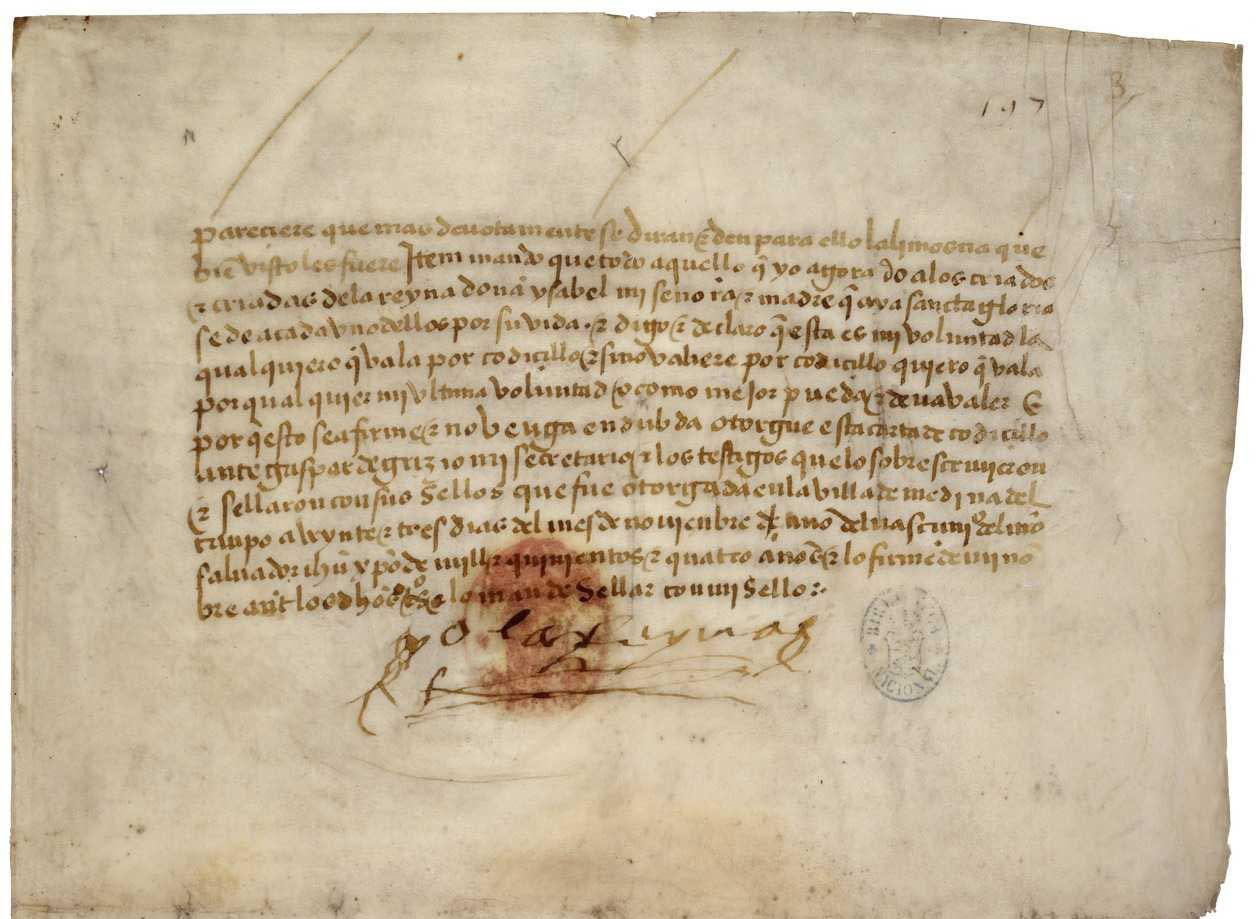
Testamento de Isabel I de Castilla en el que establece que las Indias no pueden dividirse ni cederse a otra potencia.

Isabel I "La Católica" en su testamento salió al paso de la interpretación de Fernando de Aragón, estableciendo que las tierras descubiertas o por descubrir donadas por el Papa, pertenecían a la Corona de Castilla, cediendo a Fernando II de Aragón y V de Castilla la mitad de lo que produzcan las Indias, sin perjuicio de recibir una pensión por parte del cetro castellano, en justa recompensa por sus servicios como coadyuvante en la conquista de Granada.
Al morir doña Isabel, asume el trono Juana I (La Loca) casada con Felipe I (El Hermoso) pero por poco tiempo ya que fue declarada incapaz de reinar por "locura", causada ésta por la muerte de Felipe el Hermoso. El hijo de este matrimonio, y nieto de los Reyes Católicos, el infante Carlos pasa a ocupar el trono, pero como en el momento de la muerte del Rey Felipe, Carlos tiene tan sólo siete años, se erige como regente de Castilla el abuelo del niño, Fernando de Aragón, cargo que ostentará entre 1507 y 1519.
En este período las Indias son gobernadas por Fernando II de Aragón, pero en todos los documentos oficiales (como por ejemplo el Requerimiento) aparecen Doña Juana y Don Fernando como reyes, ergo recibiendo como señor la mitad de las Indias.
Asumiendo el infante Carlos el trono castellano (Fernando de Aragón casó en segundas nupcias sin descendencia) pasa a ser Carlos I de España y quedan definitivamente incorporadas las Indias a la Corona de Castilla en 1519. Esto se da porque según el derecho tradicional castellano, cuando un rey adquiere un señorío tenía la facultad de disponer de este arbitrariamente, de no hacerlo aquel señorío quedaba incorporado definitivamente a la corona (este trámite no lo habían realizado los Reyes Católicos).
Carlos I en tres oportunidades hace declaración solemne al respecto:
- En 1519 refiriéndose a la Isla de la Española y a petición de los habitantes de la ínsula, declara solemnemente con promesa de emperador, que no va a ser nunca enajenada dicha isla.
- En 1520 hace una declaración general a todas las Indias, de que no se va a separar de ellas y que pertenecerán para siempre a la Corona castellana.
- En 1523 hace una declaración particular para Nueva España, indicando que las Indias quedan incorporadas a la Corona castellana.

## Instituciones indianas

### En España
El título del Rey de España respecto de sus colonias americanas era el de Rey de Indias. 
Mientras en España residían las principales instituciones encargadas de ejecutar y asesorar al monarca en cuanto al gobierno de las posesiones, en América existieron otras figuras que hacían cumplir en el territorio lo ordenado por las primeras. 

#### Casa de la Contratación de Indias
La Casa de la Contratación de Indias fue una institución de la Corona de Castilla que se estableció en Sevilla en 1503. Fiscalizaba todo lo relacionado con el comercio con las Indias, Canarias y Berbería, actuaba como escuela de pilotos y tenía funciones judiciales. Entre 1717 y 1790 tuvo su sede en Cádiz.
Entre las funciones de esta institución estaba la organización de las flotas, la supervisión de las condiciones de navegabilidad de los barcos, el control de lo correspondiente a la hacienda real, la confección de los registros de navíos, la concesión y registro de licencias de embarque, la administración de los bienes de los que fallecían en las Indias y la cartografía del Nuevo Mundo.

#### Real y Supremo Consejo de Indias
El Real y Supremo Consejo de Indias, conocido simplemente como Consejo de Indias, fue la organización más importante de la administración indiana
(América y las Filipinas), ya que asesoraba a los virreyes de América en la función ejecutiva y judicial.
Se formó como una sección dentro  del Consejo de Castilla para pasar a conformarse como entidad propia en 1807. Los miembros del Consejo de Indias eran designados por el rey, con facultades legislativas sobre todos los territorios españoles de América.

### En las Indias

#### Virreinato
Era una división territorial relativamente autónoma del Reino de Indias. Estas entidades eran gobernadas por un virrey, a quien, por nombramiento del rey, se le asignó el deber de administrar y gobernar un país o provincia, que generalmente se ubicaba separado del territorio central del reino.
La administración de los inmensos territorios que resultaron del descubrimiento de América y las conquistas posteriores hizo que se pensara en sistemas de gobierno que ya se utilizaban en Europa, pero que en América tendría las variantes de la extensión territorial y de la lejanía de la metrópoli estatal. La situación descrita requería de un gobierno provincial que fuese capaz de atender los asuntos internos de rutina y que, a la vez, fuese dependiente del rey y fiel a su Corona.
Se otorga por primera vez el título de virrey para las tierras por descubrir al otro lado del Atlántico a Cristóbal Colón (Virreinato colombino), aunque se le dio más importancia al título de «Almirante de la Mar Océana». En 1511, según lo dispuesto en las Capitulaciones de Santa Fe, fue nombrado virrey Diego Colón, quien sí le dio importancia a dicho título. El cargo de Virrey comienza a aparecer como cargo no hereditario en 1535 con la creación del «Virreinato de la Nueva España», donde fue su primer virrey Antonio de Mendoza y Pacheco, y en 1542 al crearse el «Virreinato del Perú», fue su primer virrey Blasco Núñez de Vela.
Existió una evolución en la Corona Española respecto a la calidad de la persona que debía ocupar dicho cargo. Para los Austrias, los virreyes debían ser personas de la nobleza (generalmente militares); en cambio para los Borbones, los virreyes eran preferentemente de clase media (generalmente funcionarios de carrera que fueran letrados).
El virrey, como representante personal del Rey de España, es recibido en América con toda solemnidad, contaba con una guardia personal y era recibido con un palio, que era un privilegio del Rey y del Santísimo Sacramento.
Debido a la gran extensión de sus posesiones en América, la Corona Española creó los siguientes virreinatos (virreynatos en la antigua ortografía) como las principales autoridades regionales:
| Nombre                         | Periodo   | Notas |
| ------------------------------ | --------- | --- |
| Virreinato de las Indias       | 1492-1535 | Véase Capitulaciones de Santa Fe.                                                                                                   |
| Virreinato de Nueva España     | 1535-1821 | En un comienzo abarcaba desde Alaska hasta Costa Rica y Filipinas. Véase Virreyes de Nueva España.                                  |
| Virreinato del Perú            | 1542-1824 | En un comienzo abarcaba gran parte de Sudamérica (sin contar los Dominios de Portugal ni Venezuela). Véase Virreyes del Perú.       |
| Virreinato de Nueva Granada    | 1717-1819 | Véase Virreyes de Nueva Granada |
| Virreinato del Río de la Plata | 1776-1810 | En un comienzo tenía las islas Malvinas. Además, de las islas africanas: Fernando Poo y Annobón. Véase Virreyes del Río de la Plata |

#### Gobernaciones
En el Imperio español, las gobernaciones eran una división administrativa, más o menos análoga a una provincia directamente debajo del nivel de la audiencia o capitanía general, y el virrey en áreas directamente bajo la administración de este. Los poderes y deberes de un gobernador eran idénticos a los de un corregidor pero un gobernador administraba un área más grande o más próspera que el anterior.

#### Capitanía General
Capitanía General era el territorio o zona del Imperio español donde un capitán general ejercía sus respectivas competencias en materia de fuerza de guerra. La investidura de capitán general tenía aparejada otras funciones otorgadas por la corona, como el de gobernador y justicia mayor de la misma jurisdicción que formaban parte de esta. En caso de contar la capital (o cabecera) de la capitanía general con una audiencia, el capitán general también era presidente de la audiencia. Los virreyes también tenían aparejados otros encargos reales y uno de ellos eran el de capitanes generales de las demarcaciones que les correspondiese.
En algunas posesiones españolas de ultramar, caracterizadas en general por ser zonas de importancia estratégica, ya fuera en la lucha contra las potencias extranjeras, la piratería, así como en la lucha contra las tribus indígenas de difícil sometimiento, el cargo de capitán general, y sus funciones, poseyó mayor relevancia que las propias del cargo de gobernador o presidente de la audiencia.

#### Real Audiencia americana
Las reales audiencias fueron  órganos judiciales propios de la Corona de Castilla. Por influencia castellana, también se fundaron reales audiencias en la Corona de Aragón y, a semejanza de la administración peninsular, se hizo lo propio en los territorios de América y Asia.
Con el antecedente de la justicia de la Curia regia, formalmente, la primera Audiencia, como órgano supremo de justicia, fue creada por Enrique II de Castilla en las Cortes de Toro de 1371. Originalmente acompañaba al rey en sus viajes y estaba integrada por 70 oidores, aunque en tiempos de Juan II, llegaron a 100. En 1442 se decidió establecer su sede en Valladolid, y sería denominada entonces como Cancillería.
Isabel la Católica dividió en 1494 dicha Audiencia en dos: la Real Audiencia de Valladolid, con competencia al norte del río Tajo; y la de Ciudad Real, con competencia al sur del mismo río. En 1500 se decidió trasladar esta última a Granada, lo que se verificó en 1505.
La Audiencia americana fue un organismo parte del sistema de gobierno de las colonias españolas en América. El mismo tenía por objetivo impartir justicia y hacer las veces de tribunal de apelación. La audiencia estaba integrada por un presidente, un fiscal y oidores quienes impartían justicia.
Las audiencias en América aunque poseían un grado importante de independencia, en la estructura colonial se encontraban bajo la supervisión del virrey.
En los orígenes, se denominaron audiencias gobernadoras, ya que tuvieron no solo la función de impartir justicia sino de ejercer el mando del gobierno en las zonas conquistadas, previo a la creación de los virreinatos. En este modo a través de las Audiencias la corona española buscaba controlar el poder de los conquistadores, y comenzar a conformar un sistema de gobierno para las colonias.

#### Corregimiento
En el Derecho Indiano se designaba con tal nombre a territorios relativamente extensos, donde existía numerosa población indígena y en los cuales un corregidor, nombrado generalmente por la Real Audiencia respectiva, tenía a su cargo la administración de justicia en lo civil y penal, la vigilancia y dirección de las reducciones o pueblos de indígenas y el cobro de los tributos regios.

#### Cabildo
Los cabildos municipales o cabildos coloniales fueron corporaciones municipales creadas en Canarias y posteriormente en vocaciones por las Indias, América y las Filipinas por el Imperio español para la administración de las ciudades. Fueron creados por una adaptación a un nuevo medio de los ayuntamientos medievales de España, que en ocasiones también habían sido llamados cabildos, en similitud con los cabildos catedralicios de las iglesias catedrales. El término cabildo proviene del latín capitulum cabeza. El nombre completo con que se encabezaba cada uno era Muy Ilustre Cabildo, Justicia y Regimiento de....
El cabildo —también llamado ayuntamiento o concejo (concillium)— era el representante legal de la ciudad o villa, el órgano municipal por medio del cual los vecinos velaban por los problemas judiciales, administrativos, económicos y militares del municipio. Su estructura y composición fue semejante a la que tuvieron los concejos de España, pero sus atribuciones variaron y también su importancia política, debido a las condiciones especiales que tuvo la sociedad de los reinos y provincias de ultramar.